# آرثر عادل
آرثر عادل (بالإنجليزية: Arthur Adel)‏ (22 نوفمبر 1908 - 13 سبتمبر 1994) فلكي وفيزيائي أمريكي، اشتهر بدراساته الرائدة لطيف الغلاف الجوي. عمل آرثر في مرصد لويل بالتزامن مع عمله أستاذا في جامعة شمال أريزونا، في فلاغستاف، أريزونا.

## السيرة الذاتية

### النشأة والتعليم
واد عادل في بروكلين، نيويورك لعائلة من اليهود الأرثوذكس الذين هاجروا من روسيا وبولندا. انتقل مع عائلته إلى ديترويت والتحق بمدرستها الثانوية الفنية. عمل عادل ميكانيكي لمدة عام قبل أن يلتحق بجامعة ميشيغان في آن أربور، حيث حصل منها على درجة البكالوريوس في الرياضيات والفيزياء في عام 1931 وعلى درجة الدكتوراه عام 1933 بعد مناقشة أطروحته بعنوان «الأطياف تحت الحمراء وتكوين غاز ثاني أكسيد الكربون».

### الحياة العملية
بدء عادل منذ عام 1933 بإجراء الأبحاث من مرصد لويل لدراسة جزيئات الميثان والأمونيا الموجودة في الأجواء الكوكبية وبخار الماء الموجود في الغلاف الجوي للأرض. عمل في الفترة ما بين 1935-1936 في جامعة جونز هوبكنز كزميل ما بعد الدكتوراه، أما خلال الحرب العالمية الثانية، عمل في البحرية الأمريكية في العاصمة واشنطن بينما كان عضو هيئة تدريس في قسم الفيزياء في جامعة ميشيغان في الفترة ما بين عام 1942 وعام 1946.
في الفترة ما بين 1946 إلى 1948، عمل أستاذا مساعدا في مرصد ماك ماث هيلبرت الشمسي أجرى أبحاثا عن تأثير درجات الحرارة على طبقة الأوزون داخل قاعدة نيو مكسيكو للقوات الجوية الأمريكية.
في عام 1948، تم تعيين عادل أستاذا للرياضيات في كلية ولاية أريزونا (تسمى الآن جامعة ولاية اريزونا الشمالية) حيث أسس مرصد أبحاث الغلاف الجوي، الذي يعتبر أول منظار للأشعة تحت الحمراء. يرجع له الفضل أيضا في اكتشاف 20 نافذة ميكرون في الغلاف الجوي للأرض وإثبات أن القمر يشع كجسم أسود.

### التقاعد والتكريم
حصل آرثر بعد تقاعده على درجة أستاذ فخري عام 1976. عينت الجامعة مبنى الرياضيات بإسمه تكريما له وأنشئت جائزة آرثر عادل التي تمنح سنويا منذ عام 1995 على شرفة. احتفظت الجامعة بأوراقه وأبحاثه داخل أرشيف الجامعة.

## الحياة الشخصية والموت
عادل متزوج من كاترين باكوس منذ عام 1935 ولم يرزق الثنائي بأطفال. توفي آرثر عادل بعد معاناة مع مرض السرطان في 13 سبتمبر 1994 في فلاغستاف، عن عمر يناهز 85 عامًا.

## وصلات خارجية
- السيرة الذاتية لآرثر عادل (1908-1994)
- أبحاث آرثر عادل داخل جامعة ميشيغان.
- دور آرثر عادل في تقدم علوم الفلك.